# توماس جوزيف ميرفي
توماس جوزيف ميرفي (بالإنجليزية: Thomas Joseph Murphy)‏ هو كاهن كاثوليكي أمريكي، ولد في 3 أكتوبر 1932 في شيكاغو في الولايات المتحدة، وتوفي في 26 يونيو 1997 في سياتل في الولايات المتحدة.